# Atylotus
Genre
Atylotus est un genre d'insectes diptères de la famille des Tabanidae (taons).

## Liste des espèces
Selon Animal Diversity Web (23 août 2015) :
- Atylotus aegyptiacus Kröber, 1926
- Atylotus agrestis Wiedemann, 1828
- Atylotus agricola Wiedemann, 1828
- Atylotus albipalpus Walker, 1850
- Atylotus albopruinosus Szilády, 1923
- Atylotus angusticornis Loew, 1858
- Atylotus austein Szilády, 1915
- Atylotus basicallus Szilády, 1926
- Atylotus bicolor Wiedemann, 1821
- Atylotus calcar Teskey, 1983
- Atylotus canarius Enderlein,1929
- Atylotus chodukini Olsufjev, 1952
- Atylotus cryptotaxis Burton, 1978
- Atylotus deminutus Oldroyd, 1957
- Atylotus diurnus Walker, 1850
- Atylotus duplex Walker, 1854
- Atylotus fairchildi Travassos Santos Dias, 1984
- Atylotus farinosus Szilády, 1915
- Atylotus flavoguttatus Szilády, 1915
- Atylotus fulvianus Loew, 1858
- Atylotus fulvus Meigen, 1804
- Atylotus hamoni Ovazza & Oldroyd, 1961
- Atylotus hasegawai Hayakawa, 1978
- Atylotus hendrixi Leclercq, 1966
- Atylotus horvathi Szilády, 1926
- Atylotus hyalicosta Teskey, 1985
- Atylotus insuetus Osten Sacken, 1877
- Atylotus intermedius Walker, 1848
- Atylotus intermissus Tendeiro, 1969
- Atylotus juditeae Travassos Santos Dias, 1991
- Atylotus kakeromaensis Hayakawa, Takahasi & Suzuki, 1982
- Atylotus keegani Murdoch & Takahasi, 1969
- Atylotus kerteszi Szilády, 1915
- Atylotus kroeberi Surcouf, 1922
- Atylotus latistriatus Brauer, 1880
- Atylotus leitonis Travassos Dias, 1966
- Atylotus loewianus Villeneuve, 1920
- Atylotus lotus Burton, 1978
- Atylotus miser Szilády, 1915
- Atylotus nagatomii Hayakawa, 1992
- Atylotus negativus Ricardo, 1911
- Atylotus nigromaculatus Ricardo, 1900
- Atylotus niveipalpis Bigot, 1880
- Atylotus ohioensis Hine, 1901
- Atylotus olsufjevi Travassos Santos Dias, 1984
- Atylotus ovazzai Tendeiro, 1965
- Atylotus ozensis Hayakawa, 1983
- Atylotus pallescens Walker, 1871
- Atylotus pallitarsis Olsufjev, 1936
- Atylotus palus Teskey, 1985
- Atylotus petiolateinus Leclercq, 1967
- Atylotus plebeius Fallen, 1817
- Atylotus proditor Bogatchev & Samedov, 1949
- Atylotus pulchellus Loew, 1858
- Atylotus quadrifarius Loew, 1874
- Atylotus rusticus Linnæus, 1767
- Atylotus santosi Travassos Dias & Serrano, 1967
- Atylotus sawadai Watanabe & Takahasi, 1971
- Atylotus seurati Surcouf, 1922
- Atylotus sinensis Szilády, 1926
- Atylotus sphagnicola Teskey, 1985
- Atylotus sublunaticornis Zetterstedt, 1842
- Atylotus subvittatus Seguy, 1934
- Atylotus sudharensis Kapoor, Grewal & Sharma, 1991
- Atylotus suzukii Hayakawa, 1981
- Atylotus takaraensis Hayakawa & Takahasi, 1983
- Atylotus talyschensis Andreeva & Zeynalova, 2002
- Atylotus tauffliebi Raymond, 1975
- Atylotus theodori Abbassian-Lintzen, 1964
- Atylotus thoracicus Hine, 1900
- Atylotus tingaureus Philip, 1936
- Atylotus utahensis Rowe & Knowlton, 1935
- Atylotus vargasi Philip, 1954
- Atylotus venturii Leclercq, 1967
- Atylotus virgo Wiedemann, 1824
- Atylotus woodi Pechuman, 1981

## Galerie

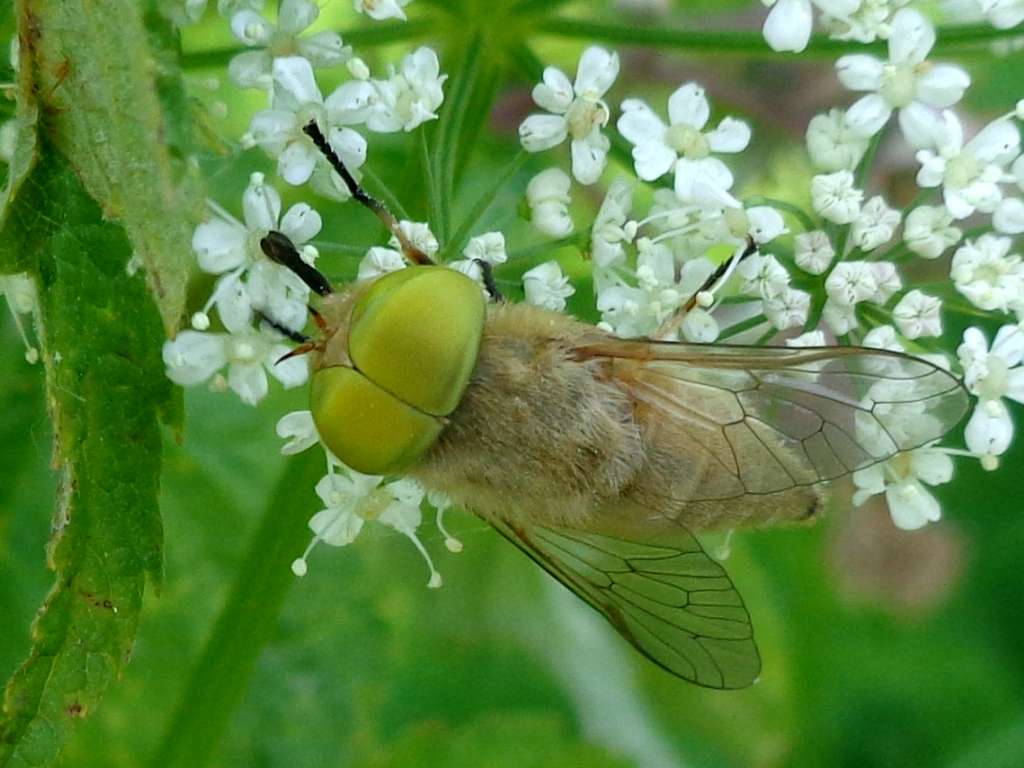
Atylotus fulvus
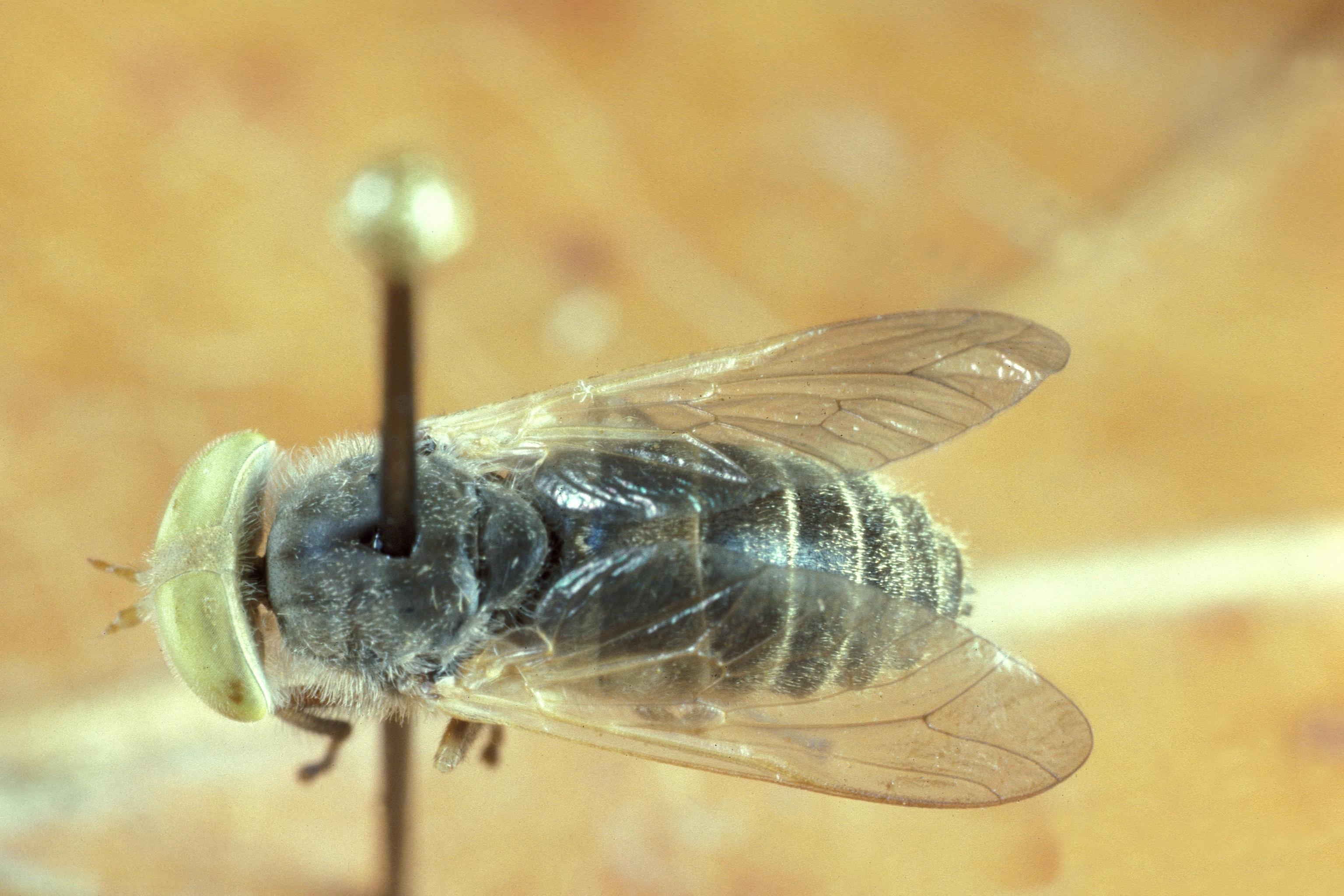
Atylotus ohioensis
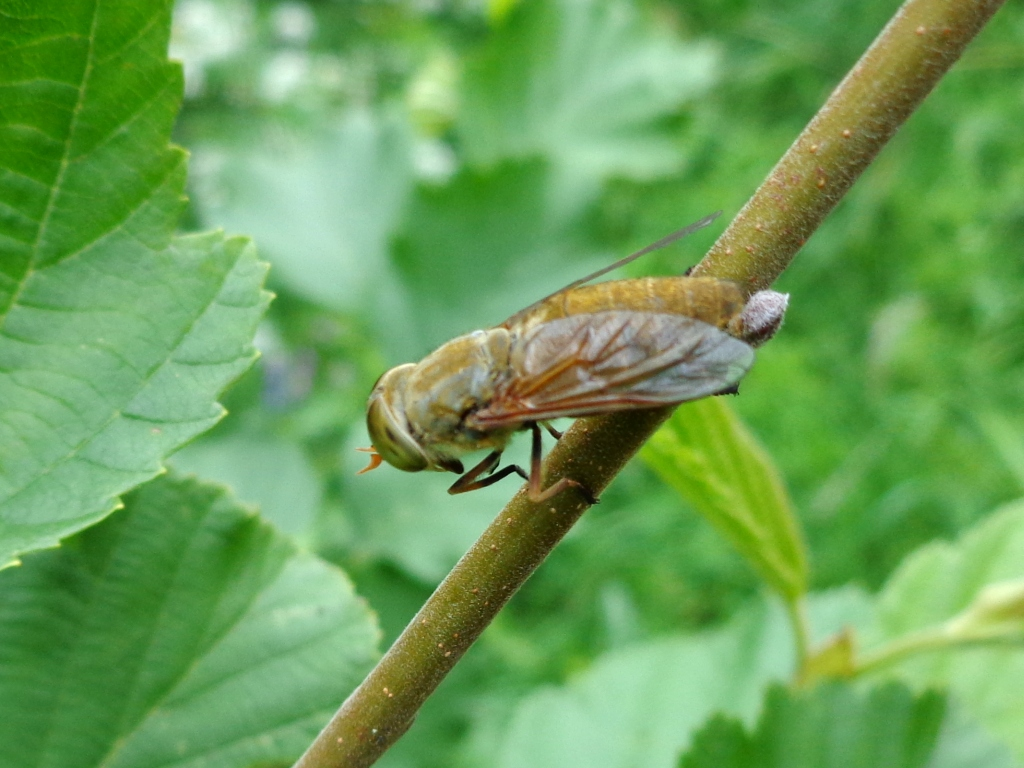
Atylotus loewianus
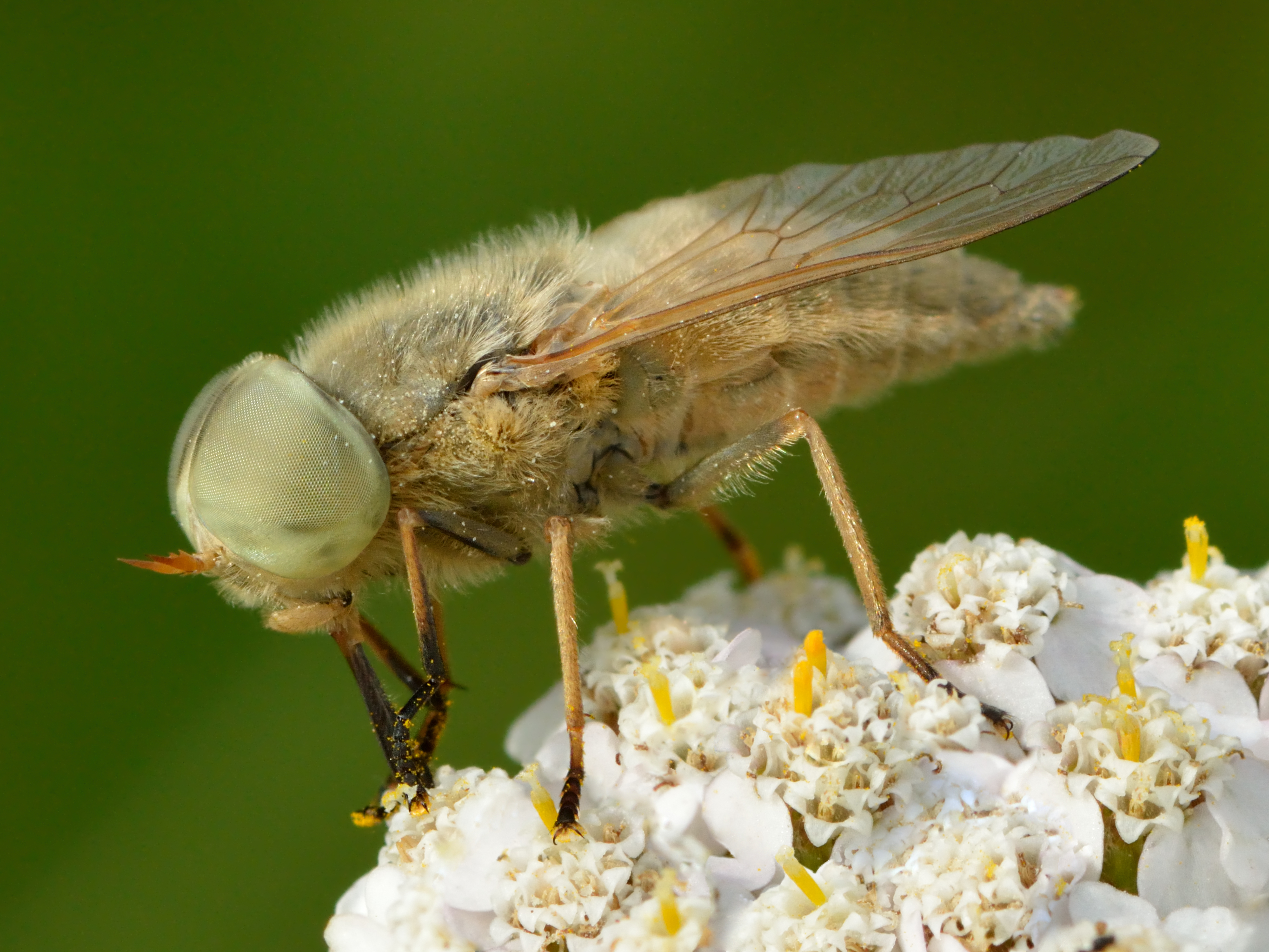
Atylotus rusticus (en)